# Galium odoratum
Galium odoratum (L.) Scop., detto comunemente stellina odorosa o asperula, è una pianta appartenente alla famiglia delle Rubiacee.

## Descrizione
Questa specie ha il fusto quadrangolare e foglie ovali, ruvide disposte in verticilli di 6-9.
I fiori, non grandi, bianchi, hanno la corolla formata da 4 petali e sono riuniti in infiorescenze con stelo.

## Distribuzione e habitat
È un'erba molto comune, diffusa in Europa, Nord Africa (Algeria) e Asia.
In Italia si trova in tutta la penisola e in Sicilia, assente in Sardegna.
Cresce in montagna tra un'altezza di circa 400 e 1600, nei boschi di faggi e latifoglie.

## Usi
È tipica la sua profumazione quando viene essiccata o fatta appassire, infatti i nomi popolari con i quali è conosciuta fanno tutti riferimento a questa sua caratteristica. Le foglie secche sono usate in sacchetto come antitarmico da armadi, per profumare il tabacco da pipa, o per fissare gli aromi nei pot-pourri.
In Germania viene utilizzato anche in gelateria, e il suo sciroppo addizionato alla famosa Berliner Weisse e il gusto è noto come Waldmeister.
La pianta ha anche proprietà terapeutiche: viene usata come antispasmodica e gastroenterica.
Dalla radice si ricava anche un pigmento giallo.
Lungo l'arco alpino viene usata anche per aromatizzare la grappa.